# 키슈쿤펠레지하저구

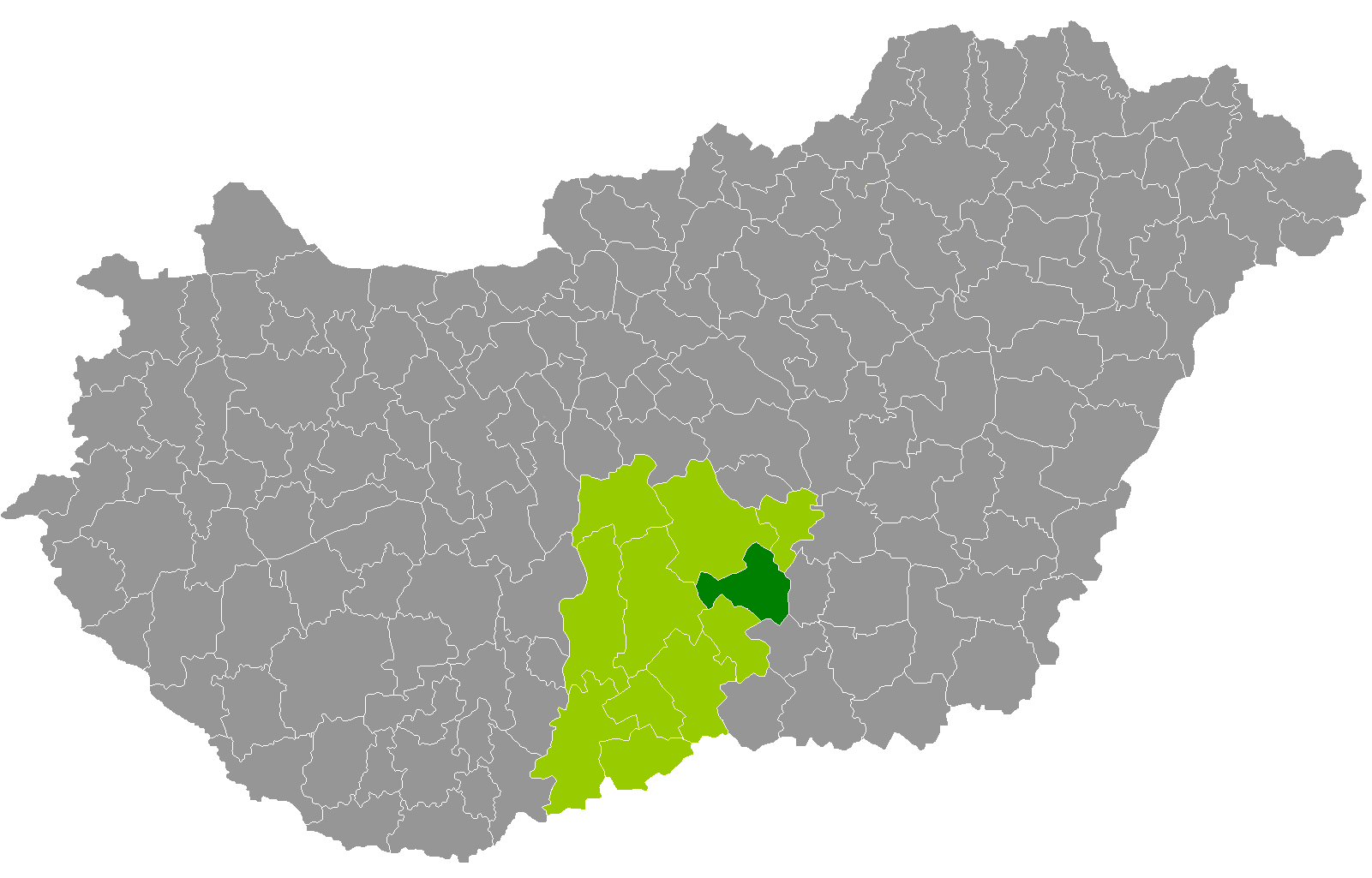
바치키슈쿤주 지도에 표시된 키슈쿤펠레지하저구의 위치

키슈쿤펠레지하저구(헝가리어: Kiskunfélegyházi járás)는 헝가리 바치키슈쿤주에 위치한 구로 구청 소재지는 키슈쿤펠레지하저이며 면적은 582.37km2, 인구는 37,455명(2011년 기준), 인구 밀도는 64명/km2이다.
북쪽으로는 케치케메트구, 티서케치케구, 동쪽으로는 촌그라드처너드주 촌그라드구, 남쪽으로는 키슈쿤머이셔구, 촌그라드처나드주 키슈텔레크구, 서쪽으로는 키슈쾨뢰시구와 접한다. 6개 지방 자치체(1개 시, 5개 마을)를 관할한다.

구기
구 문장